# Przewód lufy

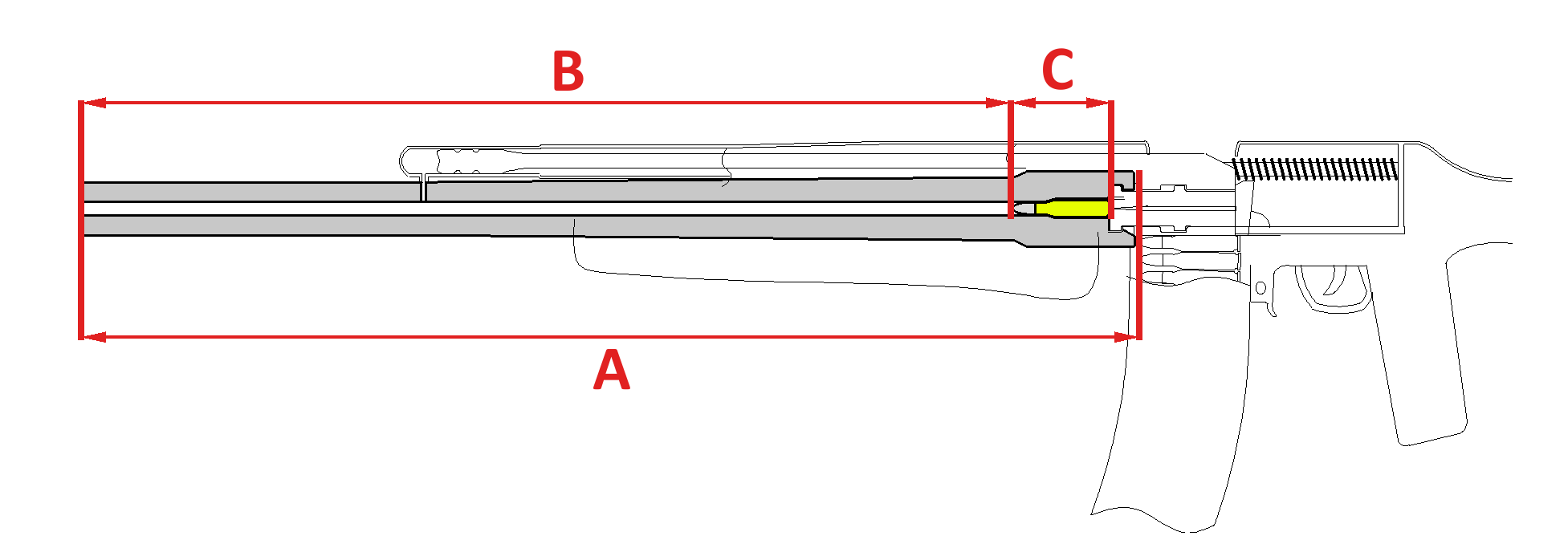
Główne elementy lufy:
A - lufa,
B - część wiodąca przewodu lufy,
C - komora nabojowa

Przewód lufy - wzdłużny otwór w lufie broni palnej, służący do umieszczenia naboju (komora nabojowa) i prowadzenia ładunku rażącego (np. pocisku) w lufie. Wyróżnia się w nim dwie charakterystyczne części: przednią zwaną częścią prowadzącą przewodu (do prowadzenia pocisku w lufie) i tylną, zwaną komorą nabojową. W przewodzie lufy dochodzi do odpalenia naboju oraz do nadania ładunkowi rażącemu właściwej prędkości wylotowej (w wyniku przekształcenia energii chemicznej spalanego  materiału miotającego, np. prochu, w energię kinetyczną) oraz kierunku. Komora nabojowa wraz ze stożkiem przejściowym służą do umieszczenia naboju w lufie. W lufach z przewodem gwintowanym pociskom nadawany jest dodatkowo ruch obrotowy. 
Współcześnie w broni strzeleckiej stosowane są niemal wyłącznie przewody gwintowane (oprócz większości moździerzy i niektórych typów granatników). W armatach przeciwpancernych popularne są natomiast przewody gładkie (stosowane są wówczas pociski podkalibrowe stabilizowane brzechwowo).